# Apanteles papua
Apanteles papua är en stekelart som först beskrevs av Wilkinson 1936.  Apanteles papua ingår i släktet Apanteles och familjen bracksteklar. Inga underarter finns listade i Catalogue of Life.